# Alexander von Hessen-Rotenburg
Franciscus Alexander von Hessen-Rotenburg (* 7. Dezember 1710 in Langenschwalbach; † 22. Juli 1739 in der Schlacht bei Grocka) war ein paragierter landgräflicher Prinz und kaiserlicher Obristwachtmeister.

## Leben

### Herkunft und Familie
Alexander von Hessen-Rotenburg wurde als Sohn des Landgrafen Ernst Leopold II. von Hessen-Rotenburg (1684–1749) und dessen Gemahlin Eleonore Maria Anna von Löwenstein-Wertheim (1686–1753) geboren und wuchs zusammen mit seinen Geschwistern
- Joseph (1705–1744, Erbprinz)
- Polyxena Christina Johannetta (1706–1735) ⚭ 1724 König Karl Emanuel III. von Sardinien
- Eleonora Philippina (1712–1759) ⚭ 1731 Pfalzgraf Johann Christian zu Sulzbach
- Caroline (1714–1741) ⚭ 1728 Prince Louis IV. Henri de Condé
- Konstantin (1716–1778), Landgraf von Hessen-Rheinfels-Rotenburg

und Christine (1717–1778) ⚭ 1740 Prinz Louis Victor von Savoyen-Carignan (1721–1778) auf.

### Wirken
Zusammen mit seinem älteren Bruder Joseph hatte Alexander an der Akademie in Lunéville ein Studium absolviert. Für ihn war eine militärische Laufbahn vorbestimmt, denn bereits als Neunjähriger wurde er formal als Capitän bei hessen-kasselschen Regiment Garde zu Fuß ernannt. Bevor er 1733 zum Obristen und Kommandanten des Hohenembsischen Regiments wurde, diente er noch als kaiserlicher Obristleutnant in einem  Kürassierregiment in Savoyen. Im März 1739 wurde er zum Obristwachtmeister befördert und kam nur vier Monate später in der Schlacht an der Grocka ums Leben.
Alexander starb unverheiratet, denn eine beabsichtigte Eheschließung mit der Herzogin von Massa war nicht zustande gekommen.